# 通勤型電力動車組

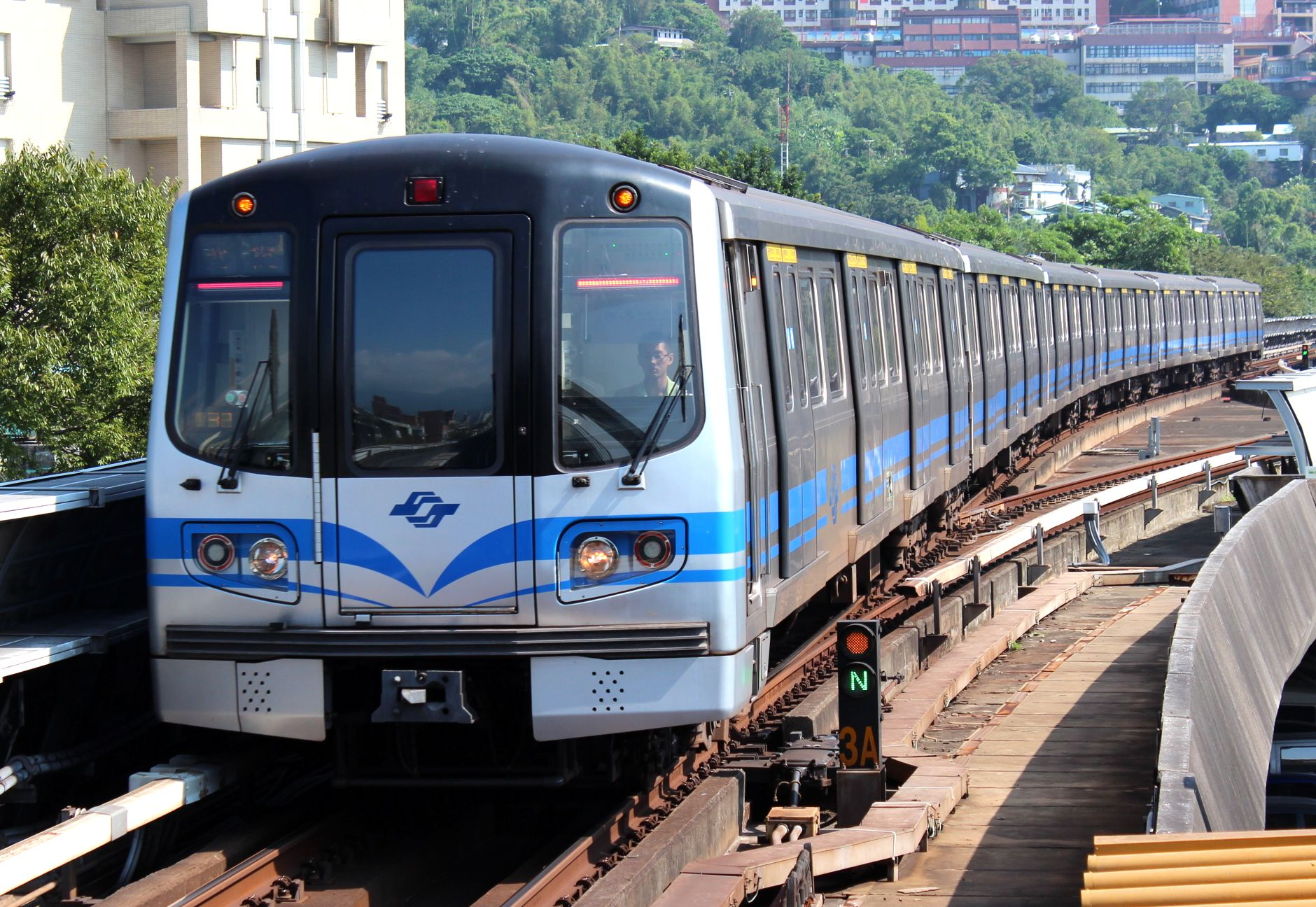
台北捷運淡水線的381型電聯車

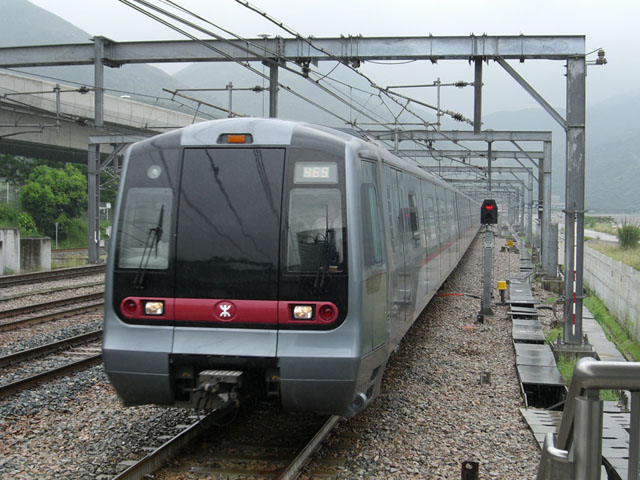
港鐵東涌綫的Rotem通勤型電動列車

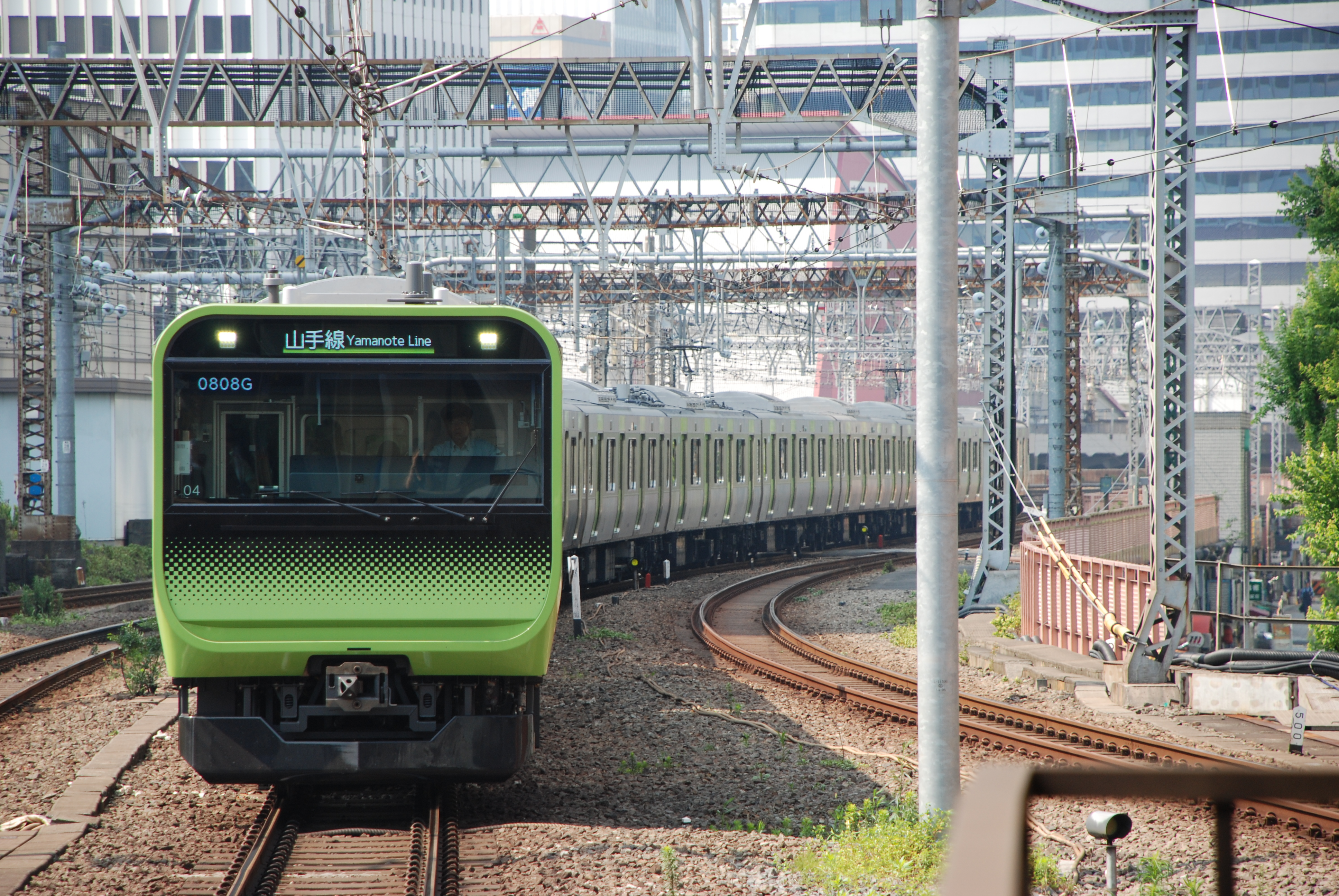
日本JR的通勤型電動列車，圖為東京的山手線E235系電車

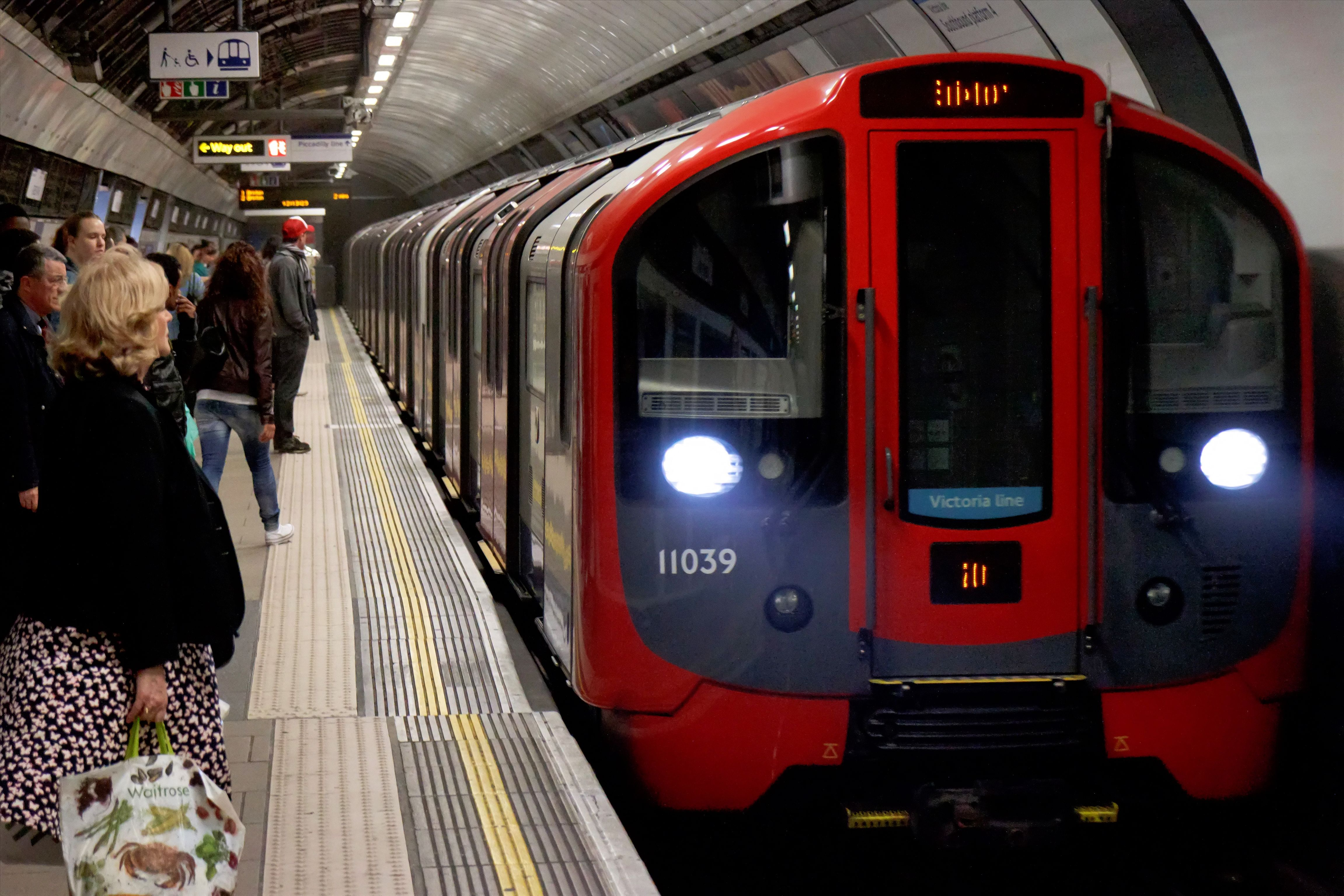
英國倫敦地鐵的龐巴迪製2009年型電聯車。

深圳地鐵的南車株機製電動列車。

（或是通勤型列車），乃指為通勤而設計的電力動車組。通勤型列車的車廂設計，一般也是強調高載客量和快上快落，所以車廂的設計上，大多為較多車門，較少座位和較多立位，以便容納較大的載客量，所以通勤型電動列車，大多在市區的鐵路網絡行走。

## 定義
現時不同鐵路界仍未有一套公認且標準的定義。但普遍而言，通勤型電動列車的載客量是遠比長距列車為高。不過，日本和韓國鐵路對其國內的通勤型電車則有明確的定義。
對於通勤電聯車的定義，不同地區均有不同的定義。例如在英國，即使不是使用橫向座椅的列車，也可被看作通勤電聯車。不過如以日本的標準來看，大部分西方國家的「通勤電聯車」則只可被看成近郊型列車，在日本通勤車有高加速度，相反近郊車著重較高車速。而港鐵东铁綫（前九廣鐵路）列車則可被看成「近通混雜」型，有時亦皆可被看成近郊或通勤型。情況有點像JR東日本E231系1000番台（近郊形）及JR西日本207系。 E231系為「近通混雜」型，機件配備和列車性能符合通勤形卻使用近郊形的車廂， 207系擁有通勤式列車性能、車廂配置和車體設計而被定為通勤型。
然而，就算是通勤電車，因為設計需求和地理位置不同，載客量也可能有明顯的差別。例如，東京地下鐵東西線的05N系的定員只有每輛150人左右，但香港的港鐵列車卻有每輛超過300人以上，數字上為其一倍。實際上港日兩地法規中乘客佔用空間計算方式並不同（香港每平方米4人，日本每平方米3人），實際上的差距並沒有如此大。
在西方國家，則沒有如東亞地區般為通勤電車定下其設計標準。通常是地鐵才採用通勤設計，一般重型鐵路則很少採用這個設計。主要原因是東亞地區的人口密度和市民對公共交通的需求較高。

### 通勤型
通勤專用電聯車因停站較多且班次較密集，而注重加速度和速度，因為通勤的目標是「快捷」但不必「快速」。另外，此型電聯車通常需要一定的營運成本，所以大部分都需要夠大的載運量以支持營運成本。

### 近郊型
近郊電聯車主要是將乘客運輸到近郊，停車站相對較少，而較不需要加速度，但仍然要有一定速度及載運量。另外，此種載運需求較減少，所以可以裝設「廁所」等設備。

### 通勤．近郊標準車輛
近年，JR東日本將通勤型和近郊型的設計融合成一般型電聯車以減低開發和製造成本。其原理是在同一個機件平台上，透過改變車廂配置和加減不同的設備（如洗手間、半自動車門功能）去符合近郊或通勤不同路線的需求。現時JR東日本的E231系及E233系均是一般型電聯車。

## 通勤電聯車列表

### 台灣

#### 台灣鐵路管理局通勤電聯車
- EMU400型通勤電聯車 (現已停用)
- EMU500型通勤電聯車
- EMU600型通勤電聯車
- EMU700型通勤電聯車
- EMU800型通勤電聯車
- EMU900型通勤電聯車

#### 臺北捷運列車
- C301型
- C321型
- C341型
- C371-3型
- C371-4型
- C381型
- VAL256型
- INNOVIA APM 256型
- 環狀線電聯車

#### 高雄捷運列車
- 高雄捷運高運量電聯車
- 高雄捷運環狀輕軌CAF Urbos 3系電聯車
- 高雄捷運環狀輕軌Citadis X-05 305系電聯車

#### 桃園捷運列車
- 桃園捷運1000型電聯車
- 桃園捷運2000型電聯車

#### 新北捷運列車
- 淡海輕軌電聯車

#### 台中捷運列車
- 台中捷運中運量電聯車

### 中國大陸
- 中國大陸所有城市軌道交通系統使用車輛
- 撫順電鐵客运列车

撫順電鐵为撫順礦業集團所有，部分列車为原南滿洲鐵道株式會社遺留的通勤電車，列車編號有：101/103/105/107/109/116/117/119/120/121/122/810
- CRH6型电力动车组部分版本

### 香港
- 港鐵客運列車：

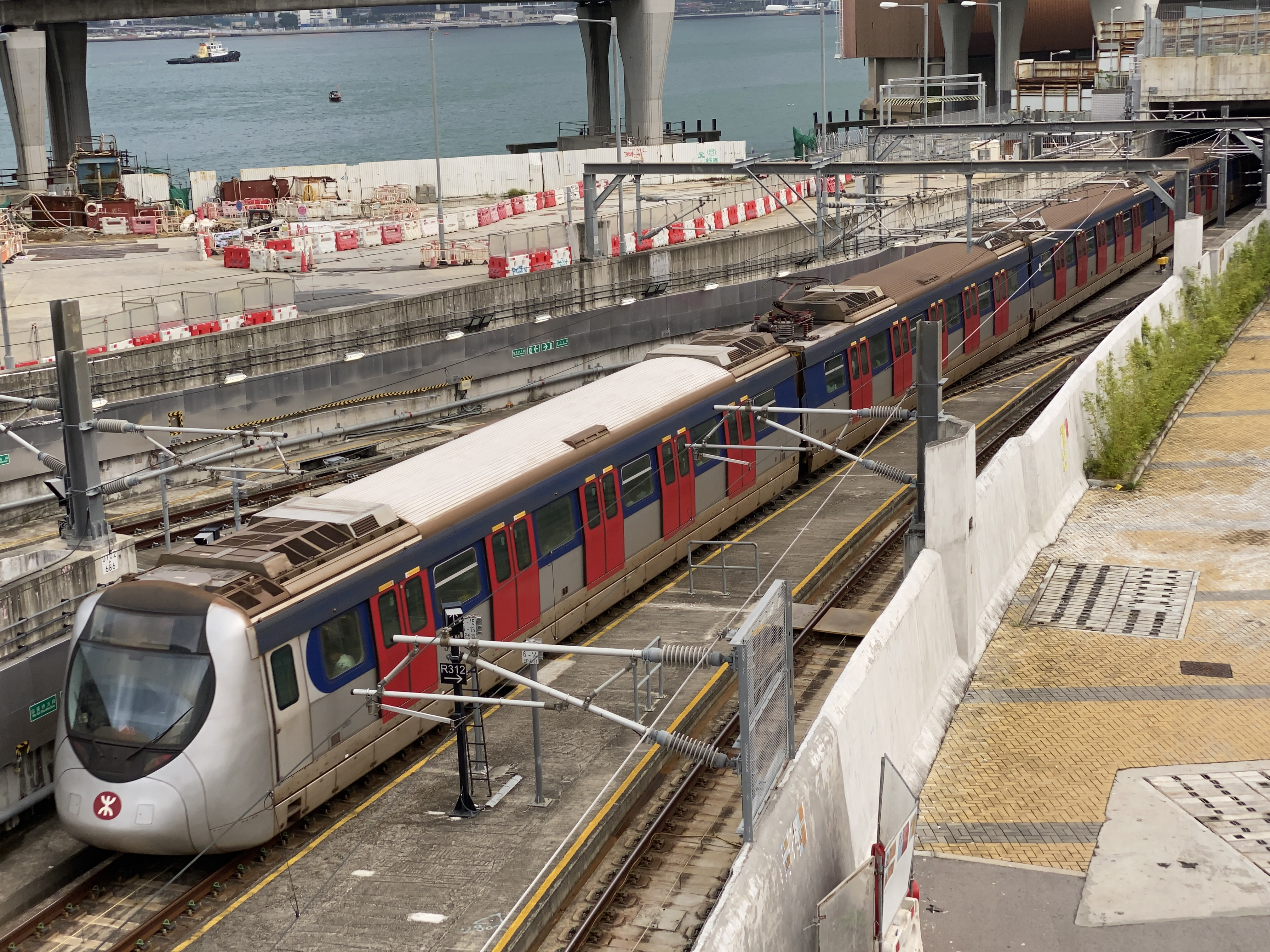
港鐵屯馬綫的SP1900型通勤型電動列車，正經過尖東站至紅磡站的路段（2021年6月）

  - 東鐵綫英國都城嘉慕製港鐵中期翻新列車（進行翻新前為近郊型列車，翻新後仍為近郊型的底盤）(已退役)
  - 港鐵市區線現代化列車
  - Adtranz-CAF列車（機場鐵路列車）
  - 港鐵屯馬綫近畿川崎列車（日本近畿車輛及川崎重工業製造，又名千九列車）
  - 港鐵市區綫韓製列車
  - 港鐵迪士尼綫現代化列車（由12節90年代引進的港鐵市區線現代化列車改裝而成）
  - 港鐵東涌綫韓製列車
  - 港鐵市區綫中國長春製列車
  - 港鐵南港島綫中國北車長春軌道客車製列車
  - 港鐵屯馬綫中國製列車
  - 港鐵東鐵綫現代列車
  - 港鐵市區綫中國青島四方製列車

### 大韓民國
- 韓國所有地下鐵路線使用車輛
- 韓國鐵道公社1000系、5000系及6000系通勤電車

### 日本

#### JR集團
JR集團的7家公司中，除經營貨運業務的JR貨物沒有通勤型電聯車，其餘6家JR集團經營客運業務公司均擁有通勤型電聯車。
- JR集團各公司自日本國鐵接收的列車：
  - 101系（JR東日本、JR西日本）
  - 103系（JR東日本、JR東海、JR西日本、JR九州）
  - 201系（JR東日本、JR西日本）
  - 203系（JR東日本）
  - 205系（JR東日本、JR西日本）
  - 207系900番台（JR東日本）
- JR北海道自行研製的列車：
  - 731系
  - 733系
  - 735系
  - KiHa 201系
- JR東日本自行研製的列車：
  - 209系（試製車時期稱為901系）
  - E231系（通勤型）
  - E233系（通勤型）
  - E235系（通勤型）
  - E217系
  - E531系
  - E131系
- JR西日本自行研製的列車：
  - 207系
  - 321系
  - 323系
  - 227系
- JR九州自行研製的列車：
  - 303系
  - 305系

#### 私營鐵路
- 日本所有地下鐵路線使用車輛
- 各大手私鐵和準大手私鐵大部分營運車輛
- 筑波快線（TX）各型車輛